# Gomezyta
Gomezyta is een geslacht van hooiwagens uit de familie Assamiidae.
De wetenschappelijke naam Gomezyta is voor het eerst geldig gepubliceerd door Roewer in 1935. 

## Soorten
Gomezyta is monotypisch en omvat slechts de volgende soort:
- Gomezyta africana